# オルタ (雑誌)
オルタは、特定非営利活動法人・アジア太平洋資料センター（PARC）が刊行する雑誌。定期購読が中心だが、ウェブサイトで販売しているほか、一部書店やショップなどでも流通しており、いわゆる会報誌・機関誌ではない。1992年にそれまでの季刊『世界から』（1979年～、全42冊）に代わって季刊『オルタ』（全5冊）を発刊し、翌1992年から2008年春まで15年近く月刊サイクルで刊行されてきたが、同年夏に隔月発行へ移行した。
雑誌のタイトルはオルタナティブの略で、英文タイトルはalternatives。
南北問題やグローバリゼーションなど、日本と世界の問題を切り結ぶところから見える問題を中心に、国内目線のメディアや、欧米目線の国際情報誌とは異なる独自性を追求している。また、資本制を前提としないオルタナティブな実践≒思想を紹介、構想することも課題とする。
2007年には赤木智弘と雨宮処凛の対談を掲載したほか、隔月刊に移行した後は、鶴見済、星川淳などが連載を行なっている。